# Astathes leonensis
Astathes leonensis är en skalbaggsart som beskrevs av Stefan von Breuning 1956. Astathes leonensis ingår i släktet Astathes och familjen långhorningar.
Artens utbredningsområde är Sierra Leone. Inga underarter finns listade.